# Eberard Jordi Frederic de Rappolstein
Eberard Jordi Frederic de Rappolstein, nascut a Guémar el 12 de març 1570, tenia quinze anys a la mort del seu pare Egenolf III de Rappolstein al que va succeir en les senyories dels Rappolstein.
Situat sota tutela del seu oncle matern, el comte d'Erbach i del comte de Fürstenberg, va fer els seus primers estudis a Estrasburg, i va freqüentar més tard la universitat de Tübingen, sota la direcció del seu preceptor Sigismond Maendel de Steinfels. L'arxiduc Ferran va fer ordenar per la regència d'Ensisheim al landrichter de Sainte-Marie-aux-Mines de suspendre el servei evangèlic i de tancar les dues esglésies d'Auf-der-Matten i d'Echéry.
Eberard, ja major d'edat, va agafar les regnes del govern i es va fer notar per la seva magnificència i els seus gustos per les lletres; va fer reobrir les esglésies evangèliques i calvinistes de Sainte-Marie-aux-Mines i va atorgar una igual protecció a les dues confessions dissidents. Durant molts anys, va ser l'home de confiança dels Habsburg a Alsàcia.
En els anys 1599 i 1601, va fer missions diplomàtiques amb diversos prínceps de l'Imperi en nom de Rodolf II, i el 1604 l'arxiduc Maximilià li va encarregar d'apaivagar els trastorns que havien esclatat a l'Alt Rin. Tanmateix havent intentat, el 1613 d'allotjar, contràriament a la decisió del senat, un protestant en una casa que li pertanyia, a Kaysersberg, el magistrat d'aquesta ciutat va obtenir de l'emperador Maties cartes que van fer encallar les pretensions del comte.
El 1619, Eberard va ser diputat en ambaixada de Ferran II a la ciutat d'Estrasburg, i va anar, el 1625, amb el mateix títol, a la cort de Lorena. Com a soldat, s'havia distingit en la guerra dels Països Baixos en els exèrcits imperials i havia combatut valentament contra els turcs. El 1606, en la seva qualitat de cap dels músics, va donar a la confraria nous estatuts impresos d'una profunda devoció envers la Mare de Déu, prova que els descendents dels fundadors de Nostra Senyora de Dusenbach, encara que guanyats a la Reforma, no van repudiar el culte consagrat a Maria pels seus avantpassats.
Va morir el 12 d'agost 1637, enmig de les tempestes de la Guerra dels Trenta Anys, amb una progenitura de set fills, que gairebé tots van morir joves.